# Commercial Orbital Transportation Services

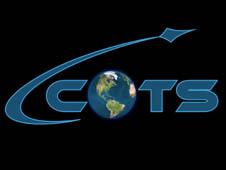
Логотип программы

Commercial Orbital Transportation Services (COTS) (букв. рус. Коммерческие услуги орбитальной транспортировки) — программа НАСА для координации доставки грузов, а впоследствии и экипажа на Международную космическую станцию (МКС) с помощью частных компаний. Является частью проекта Commercial Crew & Cargo Program Office (C3PO).
Программа была анонсирована 18 января 2006 года.
Следует отличать программу COTS от программы CRS (Commercial Resupply Services), так как COTS связана с разработкой транспортных средств, а CRS с фактической доставкой грузов. Программа COTS не подразумевает подписание полноценного контракта, вместо этого заключается специальное соглашение (Space Act Agreements), с перечнем определённых целей, согласно которому НАСА оплачивает каждый выполненный этап.

## Цель программы
НАСА планирует потратить 500 млн долларов (меньше, чем стоимость одного запуска Шаттла) до 2010 года для финансирования разработки и демонстрации коммерческими компаниями транспортных средств для доставки грузов, а впоследствии и экипажа, на МКС. В отличие от прошлых проектов НАСА, созданные корабли будут находиться в собственности самих компаний-разработчиков и будут использованы в рамках коммерческих контрактов Commercial Resupply Services с НАСА по снабжению МКС.
Частные космические корабли и их провайдеры конкурируют за четыре области обслуживания:
- Уровень А: доставка груза в негерметичных отсеках корабля и его утилизация при завершении полёта;
- Уровень B: доставка груза в герметичных отсеках кораблей и его утилизация при завершении полёта;
- Уровень C: доставка груза в герметичных отсеках кораблей и возврат его на Землю;
- Уровень D: транспортировка экипажа.

## Отбор участников программы

### Первый раунд
Более 20 компаний подали заявки на участие в конкурсе.
В мае 2006 года НАСА определила 6 компаний-полуфиналистов:
- Andrews Space
- Rocketplane Kistler
- SpaceDev
- Space Exploration Technologies (SpaceX)
- SpaceHab
- Transformational Space Corporation (t/Space)

В августе 2006 года было анонсировано, что победителями конкурса стали компании Rocketplane Kistler, заключившая соглашение о разработке транспортной системы К-1, с общей суммой финансирования около 207 млн долларов, и SpaceX, получившая около 278 млн долларов, для разработки и демонстрации ракеты-носителя Falcon 9 и корабля Dragon. Кроме того, НАСА заключила отдельные соглашения, не подразумевающие финансирования, с несколькими другими конкурсантами.
В сентябре 2007 года соглашение с Rocketplane Kistler было расторгнуто, в связи с невыполнением компанией утверждённых соглашением обязательств. На момент расторжения компания уже получила от НАСА около 32 млн долларов финансирования. Оставшиеся 175 млн долларов было решено направить на второй, дополнительный раунд конкурса.

### Второй раунд
22 октября 2007 года НАСА начала приём заявок на второй раунд конкурса, продлившийся около месяца, после чего, в январе 2008 года выбрала 4 финалистов:
- Spacehab
- Andrews Space
- PlanetSpace
- Orbital Sciences Corporation

19 февраля 2008 года победителем второго раунда была выбрана компания Orbital Sciences Corporation, заключившая соглашение на сумму 170 млн долларов, для разработки и демонстрации ракеты-носителя Antares и космического корабля Cygnus.
В мае 2011 года НАСА сообщила, что бюджет программы был увеличен на 288 млн долларов для завершения демонстрационных миссий. Таким образом итоговая сумма финансирования компаний SpaceX и Orbital Sciences Corporation по программе COTS, составила 396 и 288 млн. долларов соответственно.

## Демонстрационные миссии
| Название миссии             | (UTC)            | (UTC)             | Результат |
| --------------------------- | ---------------- | ----------------- | --------- |
| Название миссии             | начало миссии    | завершение миссии | Результат |
| SpaceX COTS Demo Flight 1   | 8 декабря 2010   | 8 декабря 2010    | Успех     |
| SpaceX COTS Demo Flight 2/3 | 22 мая 2012      | 31 мая 2012       | Успех     |
| Cygnus Orb-D1               | 18 сентября 2013 | 23 октября 2013   | Успех     |

## Commercial Resupply Services

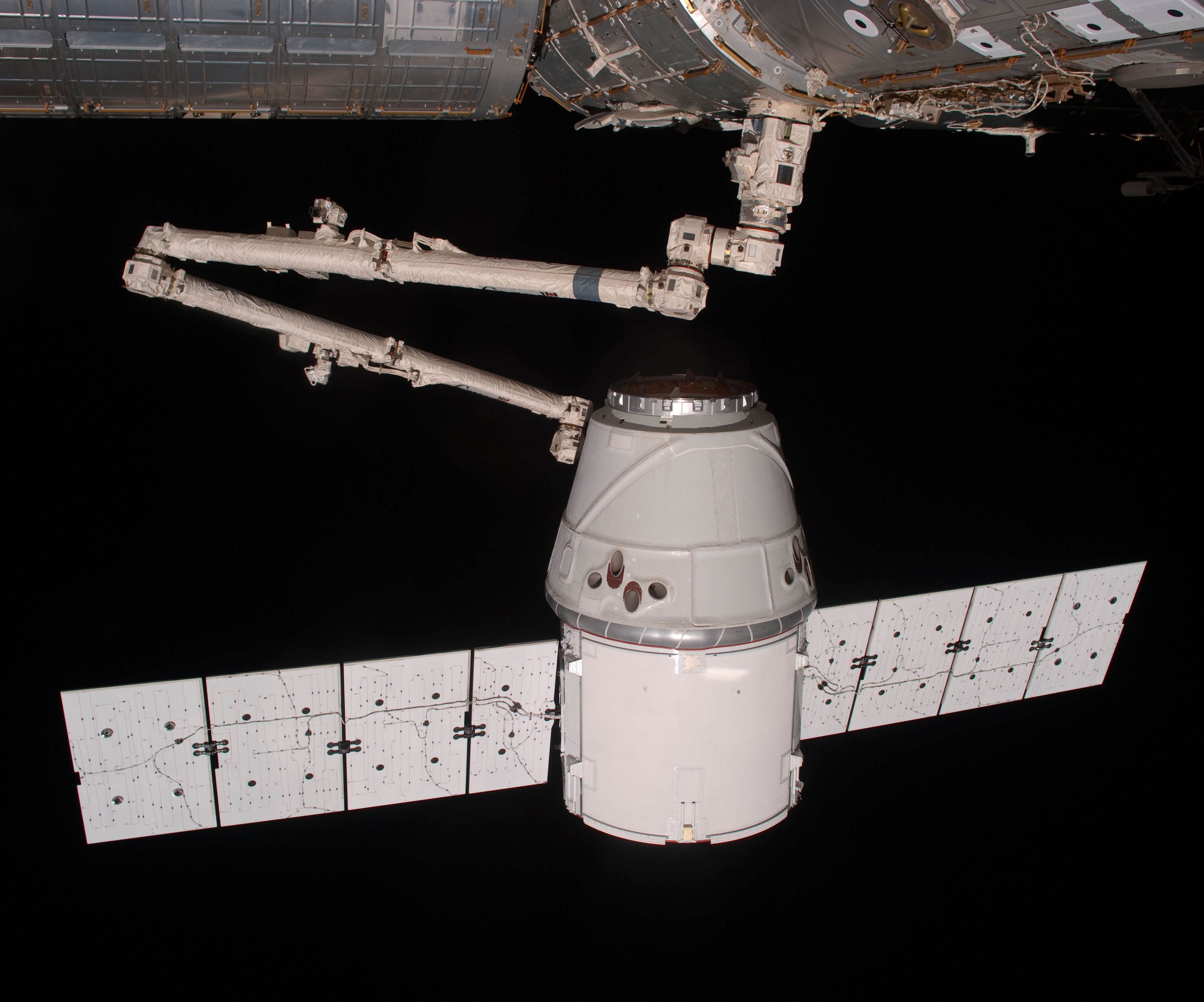
Корабль Dragon перед стыковкой с МКС

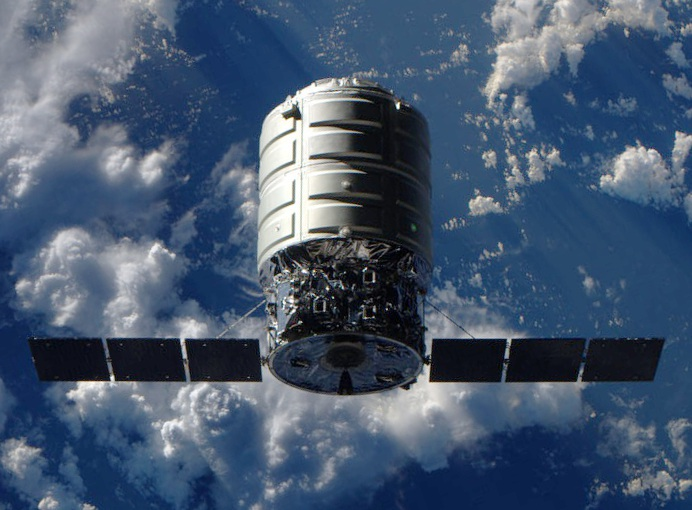
«Cygnus» в полёте

23 декабря 2008 года НАСА анонсировала контракты CRS с компаниями SpaceX и Orbital Sciences Corporation, подразумевающие использование созданных в рамках программы COTS кораблей Dragon и Cygnus для доставки грузов на МКС.
В 00:35 UTC 8 октября 2012 года со стартовой площадки SLC-40 базы ВВС США на мысе Канаверал состоялся запуск ракеты-носителя Falcon-9 c кораблём Dragon, начав первую коммерческую миссию SpaceX CRS-1 компании SpaceX.
В 18:07 UTC 9 января 2014 года со Среднеатлантического регионального космопорта состоялся запуск ракеты-носителя Antares c космическим кораблём Cygnus, начав первую коммерческую миссию Cygnus CRS Orb-1 компании Orbital Sciences Corporation.